# Один день (сериал)
«Один день» (англ. One Day) — британский драматический сериал, основанный на романе Дэвида Николлса 2009 года и экранизации 2011 года. В нем рассказывается о 20-летних отношениях Эммы Морли и Декстера Мэйхью, которые встречаются на выпускном балу после окончания Эдинбургского университета. В главных ролях играют Амбика Мод и Лео Вудалл.
Премьера сериала состоялась 8 февраля 2024 года на Netflix. «Один день» стал самым просматриваемым сериалом на платформе за неделю с 12 февраля, набрав 9,9 миллиона просмотров.

## Актёрский состав и персонажи

### Главные герои
- Амбика Мод — Эмма Морли
- Лео Вудалл ― Декстер Мэйхью

### Другие роли
- Элеонор Томлинсон ― Сильви
- Эсси Дэвис ― Элисон Мэйхью
- Тим Макиннерни ― Стивен Мэйхью
- Джонни Уэлдон ― Ян
- Брендан Куинн ― Каллум
- Билли Гадсдон ― Жасмин
- Тоби Стивенс ― Лайонел Коуп
- Джоэли Ричардсон ― Хелен Коуп
- Эмбер Граппи ― Тилли
- Адам Локсли ― Грэм
- Тим Престон ― Гэри
- Джон Макмиллан ― Аарон
- Ребекка Мюррелл ― Сьюки
- Джоди Прайс ― Сони
- Софи Вольф ― Тары
- Джозеф Фароа ― Энди
- Уилл Хислоп ― Тоби
- Меган Тредуэй ― Кейт
- Элла-Рэй Смит ― Наоми
- Матильда Томин Шторм ― Туве
- Сэм Свон ― Дамиан
- Бет Линдси ― Сара
- Марк Роули ― мистер Годалминг
- Энтони Калф ― Сид
- Эдуард Шени ― Жан-Пьер
- Эмили Итон-Плаурайт ― Кэнди
- Джон Туарт ― Эндрю
- Ханна ван Влит ― Лотте
- Джулия Фрит ― Фиона

## Эпизоды
| № | Название    | Режиссёр      | Автор сценария               | Дата премьеры  |
| --- | ----------- | ------------- | ---------------------------- | -------------- |
| 1 | «1 эпизод»  | Молли Мэннерс | Николь Тейлор                | 2 августа 2024 |
| 15 июля 1988 года (День Святого Свитуна). Эмма Морли и Декстер Мэйхью встречаются на выпускном балу после окончания бакалавриата в Эдинбургском университете. Эмма — девушка из рабочего класса из Лидса, а Декстер — из привилегированной семьи в Лондоне, и у них мало общего. Тем не менее, они интересуются друг другом и вместе проводят платоническую ночь в квартире Эммы, обсуждая свои планы на будущее после университета. Утром Декстер спешит встретиться со своими родителями, но затем решает провести еще немного времени с Эммой на «Троне Артура» (притворяясь Эмме, что он оставил сообщение для своих родителей). Когда они уходят, Декстер просит Эмму выпить с ним в его квартире. Они переглядываются и начинают бежать, но родители Декстера уже рядом. Декстер бежит за ней и просит её номер, чтобы оставаться на связи. |             |               |                              |                |
| 2 | «2 эпизод»  | Молли Мэннерс | Биджан Шейбани Николь Тейлор | 2 августа 2024 |
| Прошел год, и Эмма не может решить, остаться ли ей со своим режиссёром в труппе передвижного театра или вернуться в Лидс с семьёй. Она решает переехать к своей лучшей подруге Тилли в Лондон. Разорванная и несчастная, она работает в мексиканском ресторане, где знакомится с Яном — самопровозглашенным комиком. Декстер проводит год в Италии. Его мать регулярно спрашивает о его планах на будущее и равнодушно реагирует, когда Декстер упоминает, что он фотограф. Декстер узнает, что его мать больна неизлечимым раком, что приводит его в замешательство. Декстер и Эмма поддерживают свою дружбу посредством писем и открыток. |             |               |                              |                |
| 3 | «3 эпизод»  | Молли Мэннерс | Николь Тейлор                | 2 августа 2024 |
| В 1990 году Декстер начинает свою карьеру телеведущего в шумном ночном шоу, в то время как Эмма начинает чувствовать себя всё более неловко из-за своей работы в ресторане. Декстер приходит в ресторан, чтобы увидеться с ней, со своей девушкой. После окончания её смены Ян спрашивает, придет ли она на одно из его выступлений; Эмма говорит ему, что у неё уже есть планы на Декстера. Затем Эмма проводит вечер с Декстером на Примроуз-Хилл, где они болтают о своей дружбе. Хотя здоровье его матери явно всё ещё тяготит его, он всё же рассказывает Эмме некоторые суровые истины о том, как она разочаровывается в себе, и напоминает ей, почему она «одна на миллион». |             |               |                              |                |
| 4 | «4 эпизод»  | Кейт Хьюитт   | Николь Тейлор                | 2 августа 2024 |
| По мере того, как их дружба крепнет, Эмма и Декстер решают поехать в Грецию, где проводят лето, питаясь и купаясь в море. Эмма даёт Декстеру набор правил, которые они не могут нарушить, одно из которых — не спать вместе. Однако они вынуждены нарушить это правило, поскольку в их комнате только двуспальная кровать. Во время совместного ужина Эмма и Декстер играют в игру, в которой рассказывают друг другу секреты, которых другой не знает. Декстер заявляет, что он поцеловал парня в состоянии алкогольного опьянения, в то время как Эмма говорит Декстеру, что она была сильно влюблена в него, когда они впервые встретились в Эдинбурге. Декстер отмахивается от этого и говорит ей, что это должно быть секретом, подразумевая, что он уже знал, что Эмма любит его с самого начала. Декстер также говорит, что раньше он тоже был влюблен в неё, но говорит, что ему «всё нравятся» и что он не ищет ничего серьезного. Эти двое купаются нагишом в Эгейском море, где Декстер пытается поцеловать её и предлагает непринужденную ситуацию, которую Эмма отвергает, погружая Декстера под воду. Затем Эмма выходит из воды и понимает, что Декстер всё время тянул её за собой.     |             |               |                              |                |
| 5 | «5 эпизод»  | Кейт Хьюитт   | Анна Джордан Винай Патель    | 2 августа 2024 |
| В 1992 году пьяный Декстер навещает своих родителей. Он приносит матери подарок от Эммы. Когда его мать спрашивает об их отношениях, Декстер отвечает, что они просто друзья. Затем она говорит ему, насколько её не впечатляет его образ жизни, и говорит, что он не раскрыл свой потенциал. Он несёт свою больную мать в её спальню и спит во время ужина, на котором обещал присутствовать. Его отец, спрятав ключи от машины, отвозит его на станцию Рэдли и велит никогда не возвращаться в дом в нетрезвом виде. У Эммы есть собственный дом, и она состоит в отношениях с Яном, который говорит ей, что Декстер всегда воспринимал её как должное. Декстер, расстроенный визитом к родителям, звонит Эмме из таксофона на вокзале и говорит, что она ему нужна. Затем он вспоминает, что у Эммы свидание с Яном. |             |               |                              |                |
| 6 | «6 эпизод»  | Кейт Хьюитт   | Биджан Шейбани               | 2 августа 2024 |
| В 1993 году роль Эммы как учителя хвалят многие, в том числе директор школы, который, похоже, заинтересовался ею. Перед спектаклем она утешает свою ученицу Соню, которая напугана и сомневается в своих способностях петь и танцевать в спектакле. Соня оправляется от страха перед сценой, а Эмма, которая нервничала из-за выступления, получает овации за своё преподавание. С другой стороны, Декстера обожают многие его поклонники, в первую очередь девушки, и он заслужил прозвище «сексуальный Декси». Однако многие также критикуют его за очевидную враждебность и называют «самым надоедливым человеком на телевидении». Эта критика глубоко расстраивает Декстера, поскольку он также скорбит по своей матери. Боясь и беспокоясь о шоу, Декстер напивается, чтобы «расслабиться», и пытается принести на шоу алкоголь, наполняя выпивкой пустую бутылку с водой. Его бутылка смешивается с бутылкой Сьюки, его соведущей и очередной девушки, и он безуспешно пытается вернуть её. Шоу превращается в катастрофу, когда Сьюки выпивает алкоголь и начинает кашлять, а Декстер не может выступать в качестве соведущего.                                                                  |             |               |                              |                |
| 7 | «7 эпизод»  | Джон Хардвик  | Николь Тейлор                | 2 августа 2024 |
| В следующем году Декстер ещё больше очарован своей славой и богатством. Эмма недовольна своей писательской карьерой, а также непростыми отношениями с Яном. Она встречает Декстера, и они вдвоём идут ужинать в модный ресторан. Когда они заказывают еду, Эмма начинает чувствовать себя неловко из-за очевидного изменения стиля и поведения Декстера. Когда она пытается рассказать Декстеру о своей ситуации, он выглядит невежественным и выходит из-за стола, чтобы принять кокаина и флиртовать с девушкой торгующей сигаретами. Он становится всё более враждебным и жестоким по отношению к Эмме, говоря, что «преподавание предназначено для тех, кто больше ничего не умеет». Разочарованная Эмма выбегает из ресторана. Декстер следует за ней и пытается исправить ситуацию, но разъярённая Эмма говорит ему, что раньше он заставлял её чувствовать себя хорошо, а теперь заставляет её чувствовать себя «дерьмом». Она также говорит, что они переросли друг друга и что их время прошло. Эмма идет домой, чтобы её утешал Йен. |             |               |                              |                |
| 8 | «8 эпизод»  | Джон Хардвик  | Анна Джордан                 | 2 августа 2024 |
| В последний день семестра в 1995 году Эмма занимается сексом с директором школы, который дарит ей мобильный телефон Nokia, чтобы поддерживать с ним связь. Придя домой, Эмма сталкивается с Яном, который находится в её квартире, хотя с тех пор они расстались. Он обвиняет её в измене с Декстером на протяжении их отношений. Эмма объясняет, что уже год не поддерживает связь с Декстером. Она возмущается, когда обнаруживает, что Ян просматривал её дневники и нашел её фотографии с Декстером. Они спорят, но в конце концов спокойно разговаривают. Затем Йен спрашивает Эмму, действительно ли она любила Декстера, и она отвечает, что любила его много лет назад в Эдинбурге. Он велит ей опубликовать свои дневниковые рассказы, поскольку он считает их хорошими. После того, как Йен уходит, Эмма смотрит на свой новый телефон и вспоминает Декстера, поскольку он обещал купить ей ужин, когда у неё появится мобильный телефон. Затем она идёт купить сигарет и алкоголя и встречает свою бывшую студентку Соню, которая говорит Эмме, что поступила в Эдинбургский университет, чтобы изучать английский язык. Чувствуя вдохновение, Эмма идет домой и начинает писать свой роман. |             |               |                              |                |
| 9 | «9 эпизод»  | Джон Хардвик  | Биджан Шейбани               | 2 августа 2024 |
| В 1996 году Декстер знакомится с женщиной по имени Сильви, и она приглашают его к себе домой, чтобы познакомиться с семьей. Её семью явно не впечатляют его карьера и телешоу. Его агент звонит ему, чтобы сообщить новость о том, что с ним не будет заключен контракт на второй сезон его шоу-обзоров видеоигр «Game On!». После ужина семья играет в игру, в которой бьют друг друга свернутой газетой; они находят это забавным. Они заставляют его уклониться, в результате чего он случайно сломал Сильви нос. Её семья в ярости, из-за чего он чувствует себя ещё более неуверенно в их присутствии. Декстер просит Сильви простить его, что она и делает, но когда он пытается заснуть, он видит комнату Сильви, напоминающую комнату Эммы в Эдинбурге, когда они провели свою первую платоническую ночь вместе. Декстер начинает смеяться и желает рассказать Эмме о своем дне. |             |               |                              |                |
| 10 | «10 эпизод» | Люк Снеллин   | Николь Тейлор                | 2 августа 2024 |
| В 1997 году Эмма и Декстер присутствуют на свадьбе Тилли и Грэма. Сидя с Сильвией, Декстер продолжает смотреть в заднюю часть церкви, чтобы увидеть, там ли Эмма. Эмма приходит с друзьями и садится в задней части церкви, но они с Декстером видят друг друга. На приёме к Декстеру подходит его старый сосед по квартире Каллум (ныне мультимиллионер) и предлагает ему работу. Чувствуя себя униженным, Декстер спорит с Каллумом по поводу этики предоставления работы другу, в то время как Сильви пытается убедить Декстера согласиться на неё. Эмма произносит тост за молодоженов, а позже, когда начались танцы, Декстер находит её, и они воссоединяются, прогуливаясь по лабиринту. Издатель дал Эмме достаточно большой аванс, чтобы она могла какое-то время писать полный рабочий день. Декстер сообщает Эмме, что он помолвлен и скоро женится, потому что Сильви беременна. Эмма потрясена, но восстанавливает самообладание и говорит, что рада за Декстера. Они обещают остаться «лучшими друзьями». |             |               |                              |                |
| 11 | «11 эпизод» | Люк Снеллин   | Николь Тейлор                | 2 августа 2024 |
| В 1998 году Эмма и Декстер часто звонили друг другу, чтобы узнать больше о своей жизни. Декстер (теперь отец) работает в одной из кофеен Каллума. Дома Сильви несчастна и измотана, потому что малышка Жасмин не спит, а ремонт дома вызывает стресс. Декстера беспокоит любопытство родителей Сильви по поводу его карьерных планов, и он просит Сильви больше не рассказывать родителям. Затем Сильви уходит на девичник, которого она с нетерпением ждала несколько недель. Декстер проводит ночь с Жасмин и обнаруживает старый микстейп, который они с Эммой слушали. Он звонит Эмме и просит ее приехать, но она с Тилли и Грэмом. Позже Сильви звонит Декстеру, чтобы проверить. У них происходит содержательный разговор, в котором Декстер обещает ей, что попытается во всём разобраться. Однако у Сильви тайный роман с Каллумом, она солгала мужу о девичнике. |             |               |                              |                |
| 12 | «12 эпизод» | Люк Снеллин   | Николь Тейлор                | 2 августа 2024 |
| В 1999 году Декстер подаёт на развод с Сильви и едет из Лондона в Париж, чтобы увидеться с Эммой, где она проводит исследование для своей второй книги. Эмма встречает его на вокзале Гар-дю-Нор, и они разговаривают в кафе. Затем они идут в квартиру Эммы, где Декстер пытается её поцеловать. Эмма упрекает его, говоря, что сейчас встречается с французом по имени Жан-Пьер. Декстер начинает защищаться и спрашивает, почему она никогда не рассказывала ему об этом, объясняя, что он приехал в Париж, чтобы поговорить об их сексе сразу после того, как он и Сильви развелись. Затем Эмма говорит ему, что не всё, что произошло, произошло из-за него и что ей не нужно его разрешение, чтобы встречаться с кем-то новым. В разгар их спора появляется Жан-Пьер, когда Эмма устроила ужин для них троих. Убитый горем Декстер отказывается от ужина и сообщает им, что подхватил тонзиллит. Сожалеющая Эмма в конце концов возвращается в квартиру, где они снова занимаются сексом. Затем Декстер обещает Эмме, что никогда не причинит ей вреда, и говорит ей, что знает, что она не сможет выкинуть его из головы.                                                                        |             |               |                              |                |
| 13 | «13 эпизод» | Люк Снеллин   | Дэвид Николлс                | 2 августа 2024 |
| В 2000 году Эмма и Декстер наконец стали парой. Декстер хочет начать всё сначала и убеждает отца позволить ему использовать деньги, которые оставила ему мать, чтобы превратить старый рыбный рынок в кафе. Эмма сообщает отцу Декстера, что на 100% уверена в этом предприятии. К 2001 году Декстер и Эмма планируют свадьбу, и четвёртый роман Эммы готов к публикации. Они проводят время с Жасмин, и Эмма говорит Декстеру, что готова к рождению ребенка - Декстер ждал, что она скажет. Год спустя их усилия не увенчались успехом, поскольку Эмма не забеременела. После ссоры Декстер пытается утешить её разговорами о доме, который они могли бы купить. Эмма проводит день за написанием, а затем идет купаться. Она оставляет Декстеру сообщение, извиняясь за то, что злится на него, говоря, что любит его и что она опоздает на пять минут на встречу, чтобы осмотреть дом. Это дождливый День Святого Свитуна, и по дороге на встречу с Декстером безрассудный водитель автомобиля сбивает Эмму с велосипеда и убивает её — ровно через 14 лет после их первой встречи в Эдинбурге. |             |               |                              |                |
| 14 | «14 эпизод» | Молли Мэннерс | Николь Тейлор                | 2 августа 2024 |
| После смерти Эммы Декстер сломлен и вернулся к своему старому саморазрушительному поведению — напился и принял кокаин. После избиения Декстер теряет сознание на полу Сильви. Отец забирает его домой, где он бесконтрольно рыдает в детской постели. В 2004 году Тилли, Грэм, Сильви, Ян и его отец навещают его и пытаются утешить. Йен, который теперь счастливо женат и имеет детей, рассказывает Декстеру, как он сделал Эмму счастливой и что Эмма сделала Декстера «приличным». Когда все уходят, Декстер сидит в комнате, где хранит вещи Эммы, и начинает представлять её рядом с собой. Призрак Эммы говорит ему, что он не всегда будет так себя чувствовать, и слезы катятся по его лицу. Три года спустя Декстер, Жасмин и его отец едут в Эдинбург, где он посещает места, которые они с Эммой посетили в свой первый день. Возле её старой квартиры он вспоминает их первую совместную ночь. Жасмин спрашивает Декстера, смогут ли они подняться на «Трон Артура», и он следует за ней так же, как и за Эммой. Наконец, он вспоминает их историю и вспоминает момент, когда он поцеловал Эмму на ступеньках после того, как спросил у нее номер телефона 19 лет назад.                   |             |               |                              |                |

## Производство

### Разработка
В ноябре 2021 года канал Netflix заказал новую адаптацию романа «Один день» у компании Drama Republic. В команду сценаристов, которую возглавляла Николь Тейлор, вошли  Анна Джордан, Винай Патель и Биджан Шейбани. В число исполнительных продюсеров вошли Николлс и Тейлор, а также Роанна Бенн и Джуд Ликнаицки. Молли Мэннерс была назначена режиссёром сериала.
В ноябре 2022 года актриса Амбика Мод рассказала, что сериал будет охватывать большую часть романа, чем экранизация 2011 года.

### Подбор актёров
В июне 2022 года было объявлено, что Амбика Мод и Лео Вудалл сыграют главные роли Эммы и Декстера. Позже к актерскому составу присоединились Элеонора Томлинсон и Эсси Дэвис в роли Сильви и Элисон.

### Съёмки сериала
Основные съёмки начались в Лондоне 4 июля 2022 года. 18 июля  съемки переместились в Эдинбург. Они проходили в Старом колледже Эдинбургского университета, а также в центре города, Вест-Энде и Старом городе.
Съёмки в Великобритании завершились 19 января 2023 года в Ислингтоне, Лондон.

### Посвящение
В конце сериала показано посвящение: «В светлую память Джастина Или». Джастин Или являлся старшим онлайн-редактором сериала, который неожиданно умер. Роль старшего онлайн-редактора заключается «в обеспечении готовности проекта к передаче». Карьера Или началась в 1996 году, он работал над многими успешными сериалами, включая «Убивая Еву», ««Благие знамения»» и ««Корона»», а также последний фильм Уэса Андерсона «Город астероидов».

## Показ
Премьера сериала «Один день» состоялась 8 февраля 2024 года на Netflix в качестве ограниченного показа.

## Приём

### Награды
| Премия       | Дата церемонии | Категория                                    | Номинант(ы) | Результат            | Ref.   |
| ------------ | -------------- | -------------------------------------------- | ----------- | -------------------- | ------ |
| Премия Готэм | 4 июня 2024    | Выдающаяся произведение в ограниченной серии | Амбика Мод  | Ожидание результатов | [ 14 ] |

## Внешние ссылки
- «Один день» (англ.) на сайте Internet Movie Database